# Средня Гора
44°30′ пн. ш. 15°40′ сх. д. / 44.50° пн. ш. 15.67° сх. д.
Средня Гора (хорв. Srednja Gora) — населений пункт у Хорватії, в Лицько-Сенській жупанії у складі громади Удбина.

## Населення
Населення за даними перепису 2011 року становило 25 осіб.
Динаміка чисельності населення поселення:

## Клімат
Середня річна температура становить 8,33 °C, середня максимальна – 21,92 °C, а середня мінімальна – -7,32 °C. Середня річна кількість опадів – 1233 мм.
| Клімат поселення                              | Клімат поселення | Клімат поселення | Клімат поселення | Клімат поселення | Клімат поселення | Клімат поселення | Клімат поселення | Клімат поселення | Клімат поселення | Клімат поселення | Клімат поселення | Клімат поселення | Клімат поселення |
| Показник                                      | Січ.             | Лют.             | Бер.             | Квіт.            | Трав.            | Черв.            | Лип.             | Серп.            | Вер.             | Жовт.            | Лист.            | Груд.            |                  |
| Середній максимум, °C                         | 5,76             | 6,97             | 10,12            | 14,09            | 18,52            | 21,92            | 21,78            | 21,56            | 17,46            | 13,32            | 8,33             | 4,38             |                  |
| Середня температура, °C                       | −0,78            | 0,43             | 3,58             | 7,56             | 11,99            | 15,38            | 17,62            | 17,38            | 13,28            | 9,15             | 4,16             | 0,22             |                  |
| Середній мінімум, °C                          | −7,32            | −6,1             | −2,94            | 1,01             | 5,46             | 8,84             | 13,46            | 13,24            | 9,14             | 4,99             | 0,00             | −3,94            |                  |
| Норма опадів, мм                              | 91               | 92               | 94               | 103              | 90               | 90               | 62               | 78               | 120              | 133              | 155              | 125              |                  |
| Середньомісячна швидкість вітру, м/с          | 2.41             | 2.53             | 2.70             | 2.62             | 2.40             | 2.16             | 2.12             | 2.02             | 2.18             | 2.32             | 2.61             | 2.68             |                  |
| Середньомісячна сонячна радіація, кДж/м²·день | 4789             | 7435             | 10928            | 15398            | 19452            | 21459            | 23325            | 20172            | 14825            | 9625             | 5165             | 3967             |                  |
| --------------------------------------------- | ---------------- | ---------------- | ---------------- | ---------------- | ---------------- | ---------------- | ---------------- | ---------------- | ---------------- | ---------------- | ---------------- | ---------------- | ---------------- |
| Джерело:                                      |                  |                  |                  |                  |                  |                  |                  |                  |                  |                  |                  |                  |                  |